# Gennarus ornatus
Gennarus ornatus là một loài bọ cánh cứng trong họ Cerambycidae.